# Бейнервен
Бейнервен (нід. Buinerveen) — село в нідерландській провінції Дренте. Входить до муніципалітету Боргер-Одорн.
Його площа становить 7,83 км², а населення станом на 2021 рік складало 430 осіб.
Перша згадка про населений пункт датується 1762 роком.